# Cetingrad
Cetingrad ist eine Gemeinde in Mittelkroatien, in der Gespanschaft Karlovac.

## Lage
Cetingrad liegt unweit von Velika Kladuša und Slunj an der bosnischen Grenze und zählt 2027 Einwohner (Volkszählung von 2011). In der Nähe von Cetingrad befindet sich die Burgruine Cetin, der Ort, wo der kroatische Sabor 1527 den Habsburger Ferdinand I. zum kroatischen König wählte. Dokumentiert wurde dies in der Charta von Cetingrad. Im Hintergrund stand die Hoffnung auf militärische Hilfe bei der Verteidigung Kroatiens gegen die vordringenden Osmanen.

## Ortschaften
Die Gemeinde Cetingrad erfasst 36 Ortschaften, das sind: Batnoga, Begovo Brdo, Bilo, Bogovolja, Buhača, Cetingrad, Cetinski Varoš, Delić Poljana, Donja Žrvnica, Donje Gnojnice, Đurin Potok, Glinice, Gnojnice, Gojkovac, Gornja Žrvnica, Gornje Gnojnice, Grabarska, Kapljuv, Kestenje, Komesarac, Kruškovača, Kuk, Luke, Maljevac, Maljevačko Selište, Pašin Potok, Podcetin, Polojski Varoš, Ponor, Ruševica Sadikovac, Srednje Selo, Strmačka, Šiljkovača, Tatar Varoš und Trnovi.

## Bevölkerung
Laut der Volkszählung 2011 lebten zu diesem Zeitpunkt auf dem politisch zu der Gemeinde Cetingrad gehörenden Gebiet 2027 Menschen, darunter:
- Kroaten – 1510 (74,49 %)
- Bosniaken – 314 (15,49 %)
- Serben – 101 (4,98 %)
- Mazedonier – 2
- Andere – 100

## Weblinks

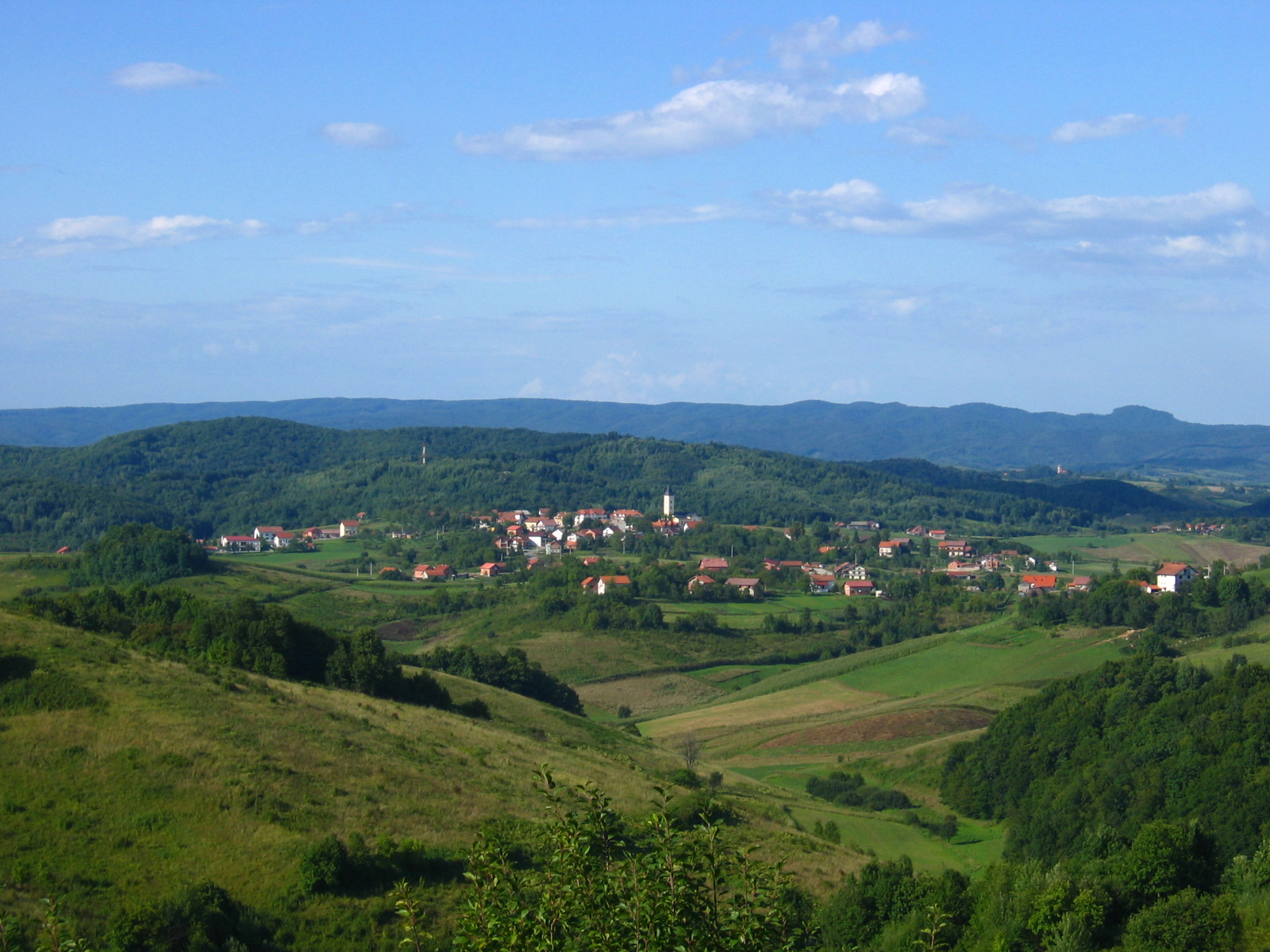
Blick auf Cetingrad von der Burg Cetin